# Набережная Юглас
Набережная Ю́глас (латыш. Juglas krastmala) — магистральная улица в Видземском предместье города Риги, в историческом районе Югла. Является транспортным дублёром улицы Юглас в её начальной части, принимая на себя поток транспорта с Бривибас гатве.
Пролегает в юго-восточном и южном направлении от Бривибас гатве до слияния с улицей Юглас при пересечении с улицами Палес и Брайла.

## История
Набережная Юглас впервые упоминается в городских адресных книгах в 1903 году под своим нынешним наименованием (нем. Jägeluferstrasse, рус. Егельская набережная). С 1923 года официальное латышское название Juglas Krasta iela. Однако, вероятно, в XX веке улица с этим наименованием пролегала иначе, так как нынешняя трасса набережной Юглас проложена лишь в начале XXI века, на картах XX века она отсутствует.

## Транспорт
Общая длина набережной Юглас составляет 900 метров. На всём протяжении асфальтирована. Движение двустороннее, по двум полосам в каждом направлении.
В 2007-2008 годах сооружена двухуровневая развязка с Бривибас гатве.
В направлении центра по набережной Юглас проходит маршрут троллейбуса № 34 (на автономном ходу), имеется остановка «Pales iela».

## Примечательные объекты
- Дом № 1...15 — корпуса бывшей хлопчатобумажной мануфактуры Теодора Пихлау. Основана в 1827, в 1847 расширена (хлопкопрядение механизировано с использованием зарубежных машин с паровыми двигателями). В 1853 на производстве было занято около 1000 рабочих, а стоимость продукции превышала 270 тыс. рублей[6]. В 1881 году старые корпуса фабрики сгорели при загадочных обстоятельствах[1]. В 1890 году Пихлау продал мануфактуру английскому акционерному обществу. В 1915 предприятие эвакуировано в Подмосковье; в годы независимости производство в Риге возобновилось и действовало до 1950-х годов. С 1961 — швейная фабрика «Спартак» (позднее в составе ПО «Латвия»), действовала до 1990-х годов[1]. Сохранились корпуса рубежа XIX—XX веков и середины XX века, ныне занимаемые разнопрофильными организациями (в том числе швейными)[7]. Рядом со зданием бывшей мануфактуры планируется сооружение высотного жилого комплекса[8][9].

- Дом № 2 — торговый центр «Югла» с гипермаркетом «Rimi» (построен в 2002, реконструирован в 2017), площадь более 4400 м²[10].

- Участок южнее мануфактуры занимает бывший фабричный парк — часть старинного Страздумуйжского парка[1].

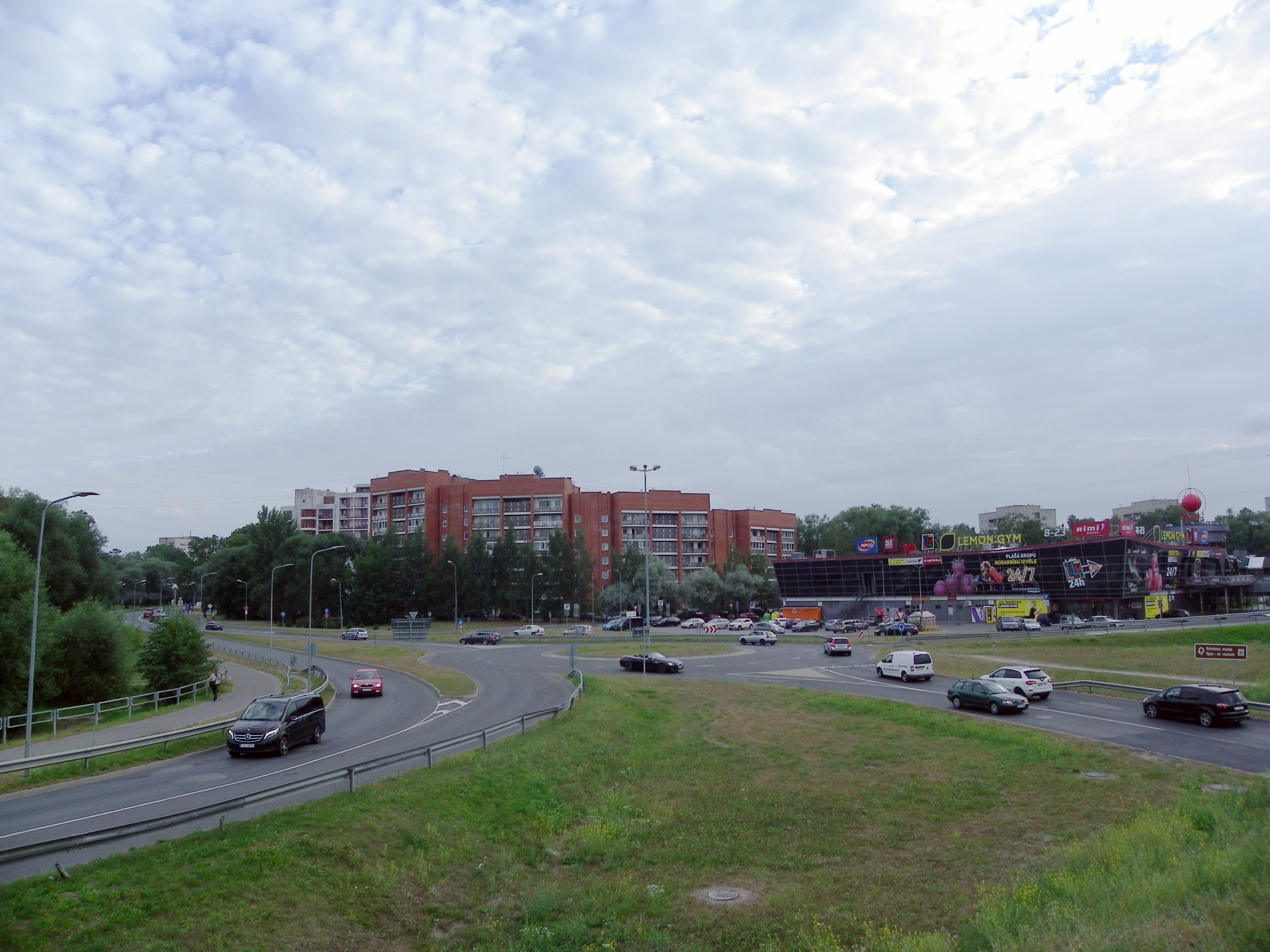
Вид от Бривибас гатве
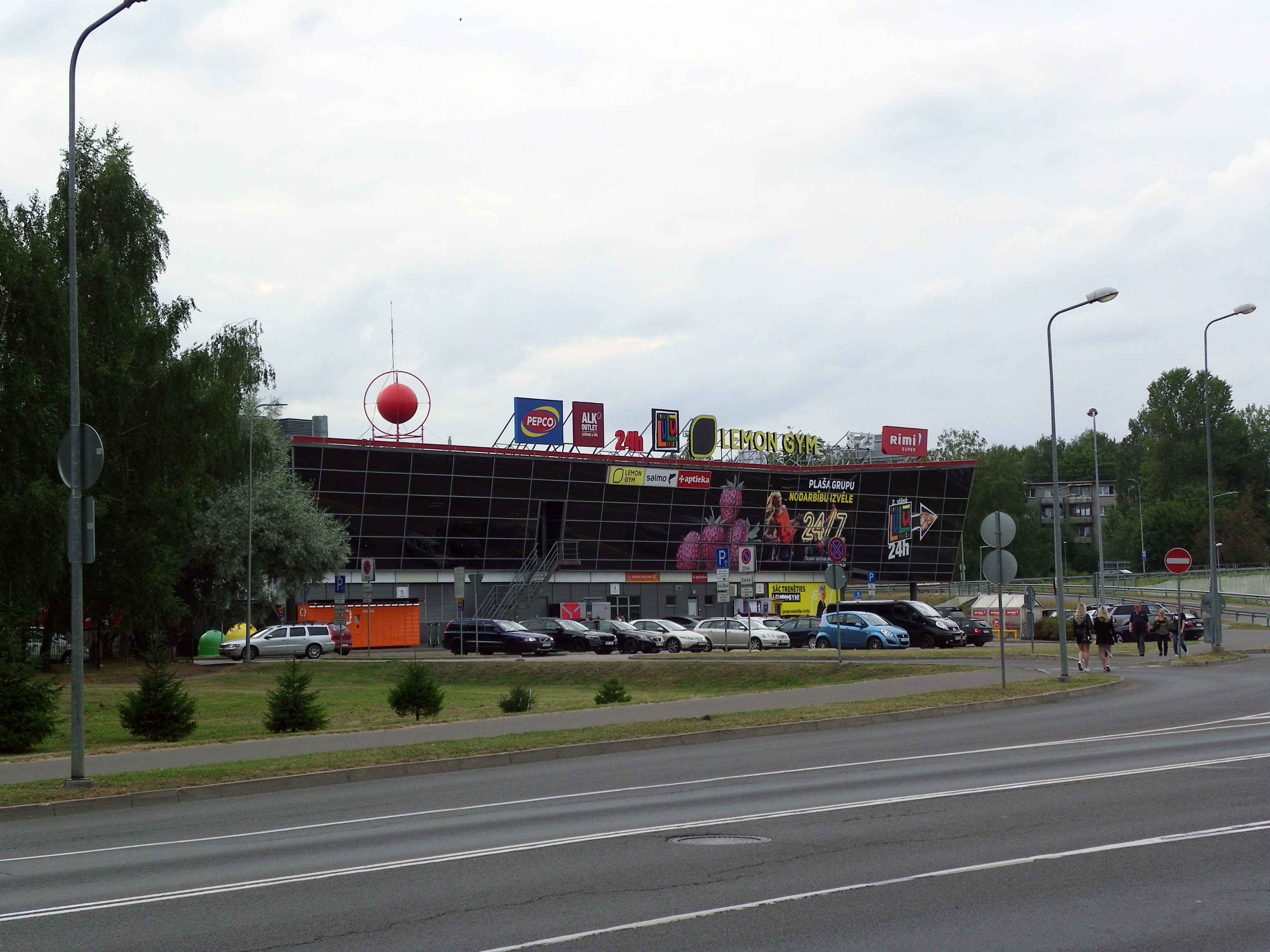
Торговый центр «Югла»
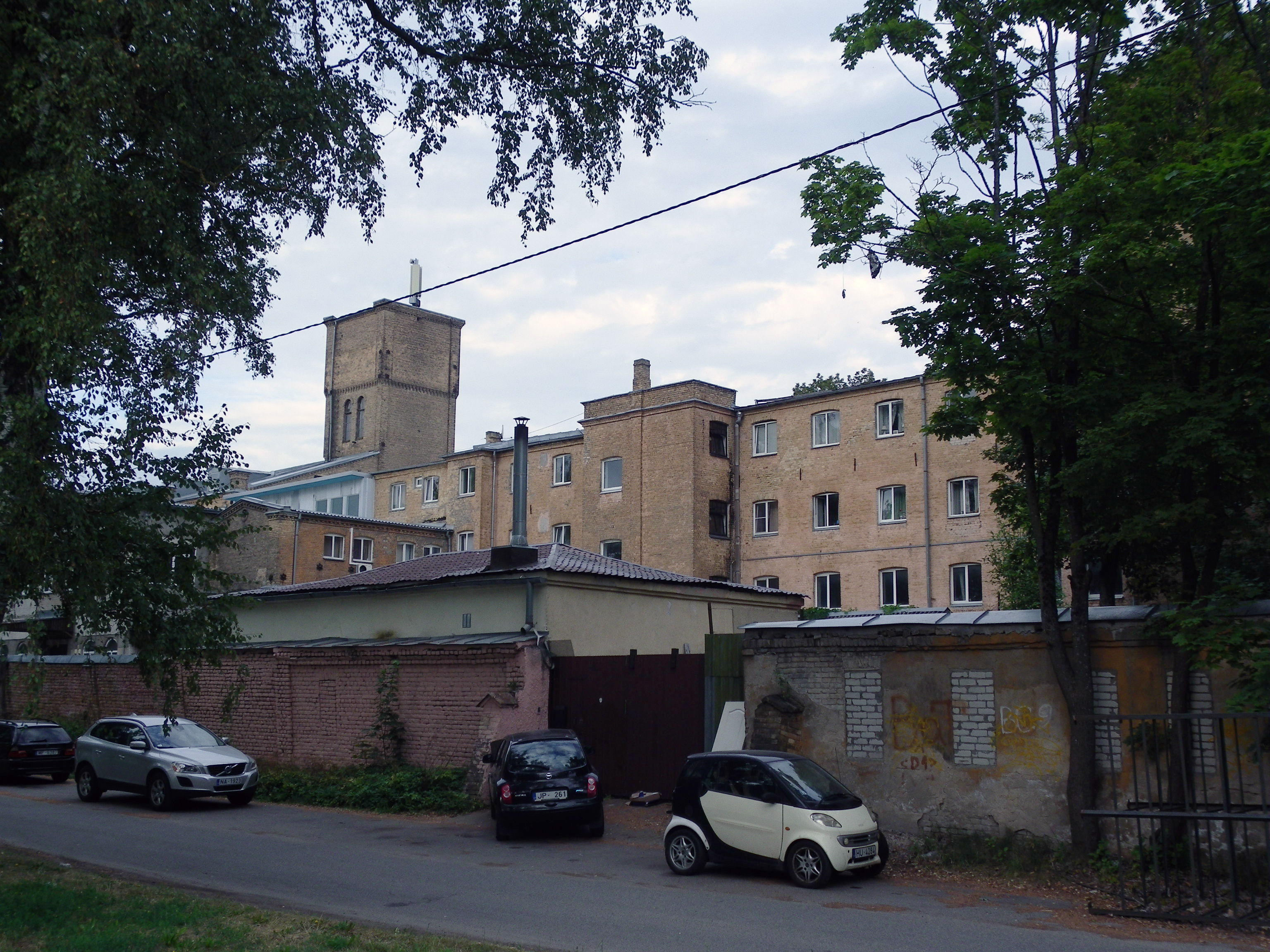
Корпуса мануфактуры
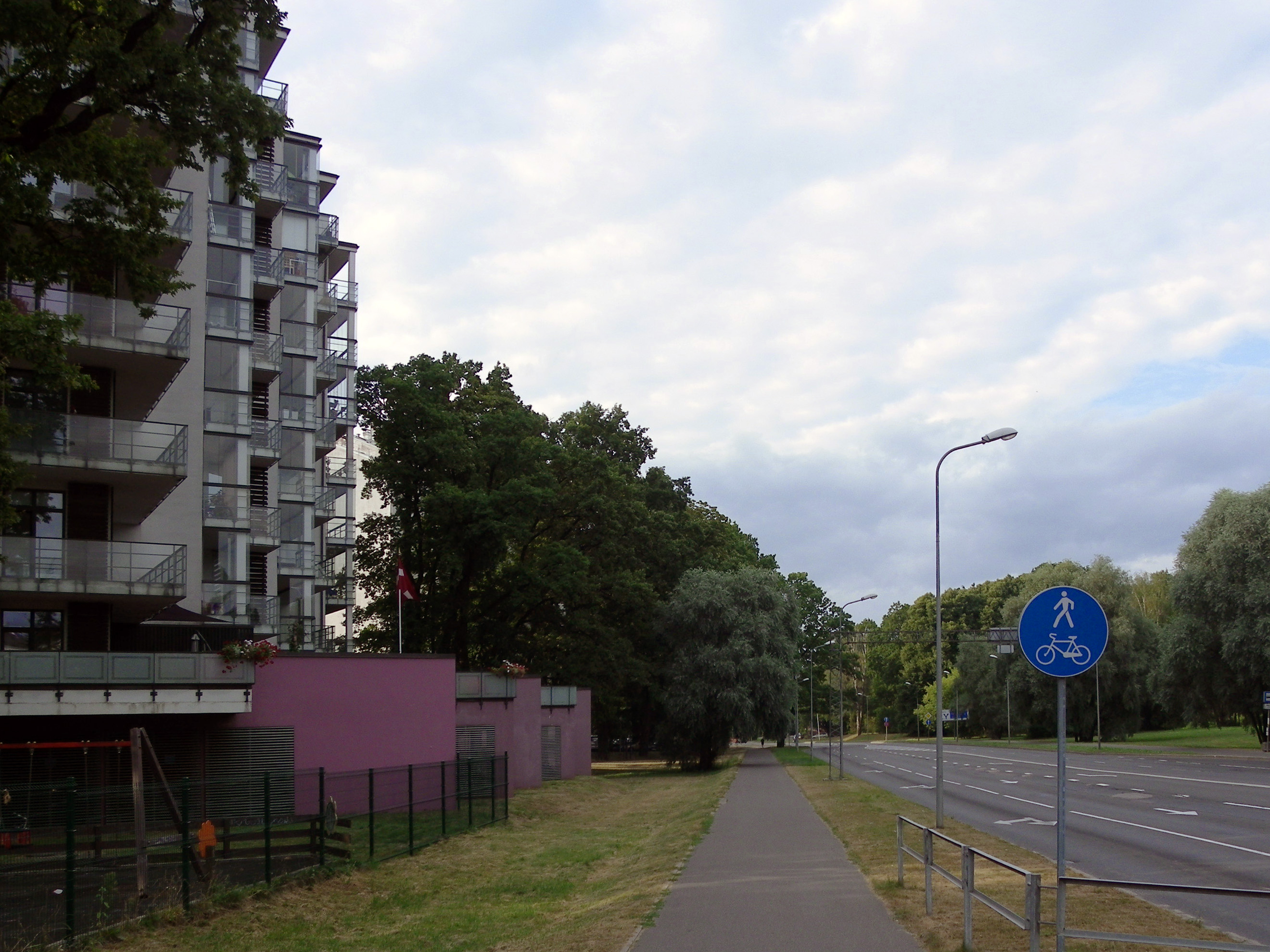
Дальняя часть улицы

## Прилегающие улицы
Набережная Юглас пересекается со следующими улицами:
- Бривибас гатве
- улица Циемупес
- улица Дзирнупес
- улица Палес
- улица Брайла
- улица Юглас